# Hector Cazenave
Hector Cazenave (ur. 13 kwietnia 1914 w Montevideo  – zm. 27 września 1958) – piłkarz francuski pochodzenia urugwajskiego grający na pozycji obrońcy. W swojej karierze rozegrał 8 meczów w reprezentacji Francji.

## Kariera klubowa
Swoją karierę piłkarską Cazenave rozpoczął w urugwajskim klubie Defensor Sporting ze stolicy kraju Montevideo. W sezonie 1934 zadebiutował w nim w urugwajskiej Primera División. W Defensorze Sporting grał do 1936 roku.
W 1936 roku Cazenave wyjechał do Francji i został zawodnikiem klubu FC Sochaux-Montbéliard. W 1938 roku wywalczył z nim tytuł mistrza Francji. Zawodnikiem Sochaux był do 1939 roku.
W 1940 roku Cazenave wrócił do Urugwaju, do Defensoru Sporting. Występował w nim do końca swojej kariery, czyli do 1943 roku.

## Kariera reprezentacyjna
W reprezentacji Francji Cazenave zadebiutował 10 października 1937 w wygranym 2:1 towarzyskim meczu ze Szwajcarią. W 1938 roku został powołany do kadry na mistrzostwa świata. Tam wystąpił we dwóch meczach: w 1/8 finału z Belgią (3:1) i ćwierćfinale z Włochami (1:3). Od 1937 do 1938 roku rozegrał w kadrze narodowej 8 meczów.
| Mecze i gole w reprezentacji | Mecze i gole w reprezentacji | Mecze i gole w reprezentacji | Mecze i gole w reprezentacji | Mecze i gole w reprezentacji | Mecze i gole w reprezentacji | Mecze i gole w reprezentacji |
| #                            | Data                         | Stadion                      | Rywal                        | Wynik                        | Gol                          | Rozgrywki                    |
| 1937                         | 1937                         | 1937                         | 1937                         | 1937                         | 1937                         | 1937                         |
| ---------------------------- | ---------------------------- | ---------------------------- | ---------------------------- | ---------------------------- | ---------------------------- | ---------------------------- |
| 1.                           | 10.10.1937                   | Paryż, Francja               | Szwajcaria                   | 2:1                          | 0                            | towarzyski                   |
| 2.                           | 31.10.1937                   | Amsterdam, Holandia          | Holandia                     | 3:2                          | 0                            | towarzyski                   |
| 3.                           | 05.12.1937                   | Paryż, Francja               | Włochy                       | 0:0                          | 0                            | towarzyski                   |
| 1938                         |                              |                              |                              |                              |                              |                              |
| 4.                           | 30.01.1938                   | Paryż, Francja               | Belgia                       | 5:3                          | 0                            | towarzyski                   |
| 5.                           | 24.03.1938                   | Paryż, Francja               | Bułgaria                     | 6:1                          | 0                            | towarzyski                   |
| 6.                           | 26.05.1938                   | Paryż, Francja               | Anglia                       | 2:4                          | 0                            | towarzyski                   |
| 7.                           | 05.06.1938                   | Paryż, Francja               | Belgia                       | 3:1                          | 0                            | MŚ 1938                      |
| 8.                           | 12.06.1938                   | Paryż, Francja               | Włochy                       | 1:3                          | 0                            | MŚ 1938                      |